# Leucorchestris
Genre
Leucorchestris est un genre d'araignées aranéomorphes de la famille des Sparassidae.

## Distribution
Les espèces de ce genre se rencontrent en Angola et en Namibie.

## Liste des espèces
Selon World Spider Catalog (version 17.5, 19/01/2017) :
- Leucorchestris alexandrina Lawrence, 1966
- Leucorchestris arenicola Lawrence, 1962
- Leucorchestris flavimarginata Lawrence, 1966
- Leucorchestris porti Lawrence, 1965
- Leucorchestris sabulosa Lawrence, 1966
- Leucorchestris setifrons Lawrence, 1966
- Leucorchestris steyni Lawrence, 1965

## Publication originale
- Lawrence, 1962 : Spiders of the Namib desert. Annals of the Transvaal Museum, vol. 24, p. 197-211 (texte intégral).